# 庫洛魔法使：透明牌篇
《百變小櫻Clear咭》（日語：カードキャプターさくら クリアカード編）是由日本少女漫畫家團體CLAMP創作的日本漫畫作品。前作是1996年5月至2000年6月在讲谈社漫畫雜誌《Nakayoshi》連載的《百變小櫻》。
2016年，CLAMP宣布为庆祝漫画20周年，决定于《Nakayoshi》7月号重新连载全新篇章。12月1日，NHK發布動畫化消息，由MADHOUSE製作。2018年1月7日NHK BS Premium開始播出。香港、台灣分別在2018年8月11日及2019年10月7日播出。

## 故事簡介
故事描述女主角木之本櫻與男主角李小狼和其他同學從小學畢業後升上初中的故事。
小櫻一次作夢時，夢到53張小櫻牌上面的圖案都消失了，一名神祕人物出現之後，小櫻聽到玻璃碎掉的聲音。小櫻從這個夢醒來後，翻開封印之書，發現小櫻牌都變成透明的了！在與大道寺知世、小狼和艾利安魯的討論下，小櫻重新踏上了收集透明牌的故事。

## 主要角色

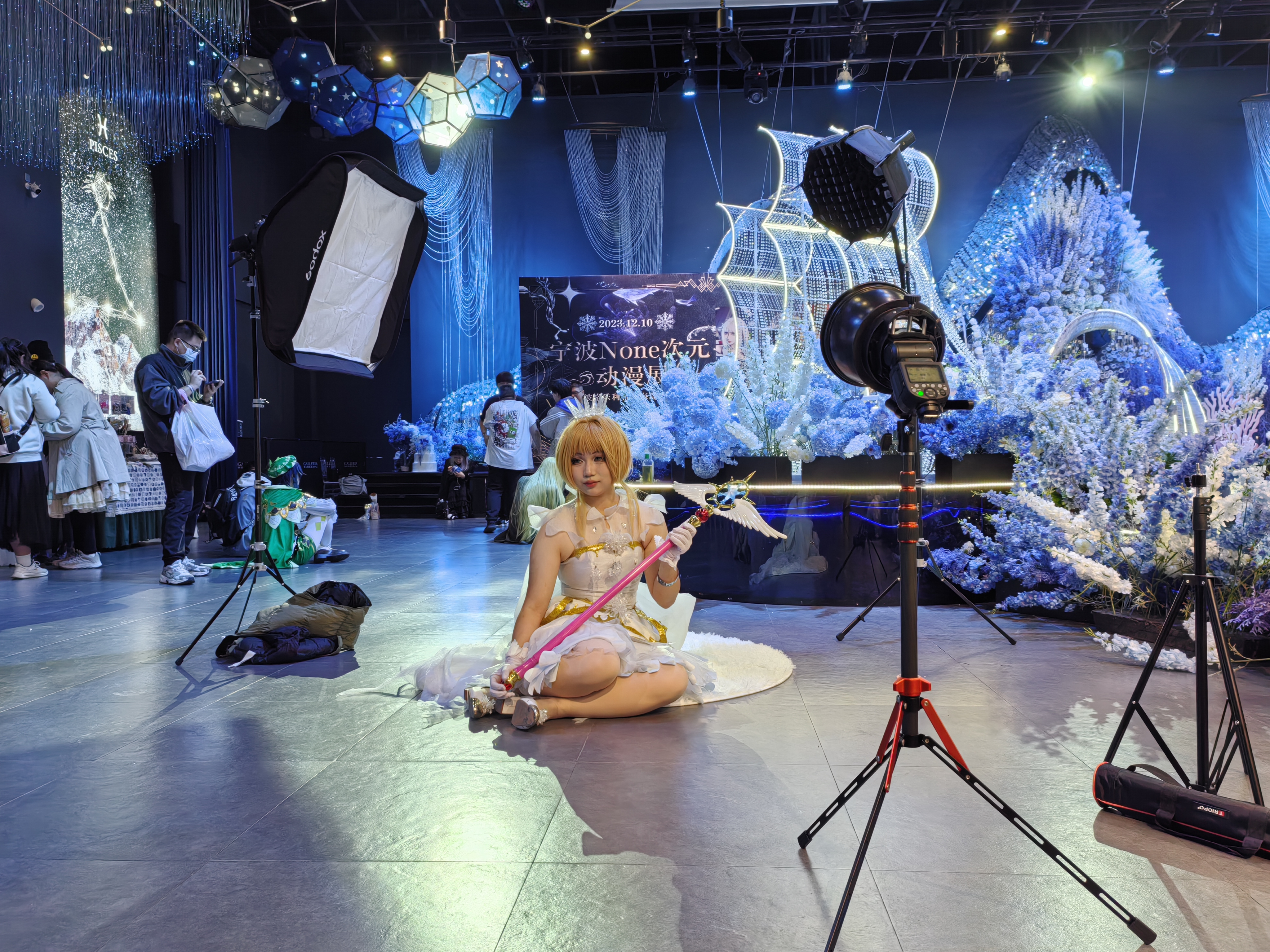
木之本櫻的cosplay

木之本櫻（配音員： 丹下櫻； 林元春； 楊凱凱）
本劇中心人物。小狼的女朋友。在升上中學不久後，小櫻夢到了櫻之咭全部變透明，爾後也遇上各種新的咭牌；為了使櫻之咭變回原狀，小櫻只好繼續收服新咭牌。
木之本桃矢（配音員： 關智一； 馮錦堂； 于正昌）
小櫻的哥哥。擅長各種家務，平時嘴上欺負木之本櫻，實際上很愛護妹妹，經常留意木之本櫻周圍的人事物。自身擁有強大的魔力，能看見過世後化為天使的母親，也曾看穿鏡牌的真身，能感覺到人或物擁有魔力。初中時曾與實習老師觀月歌帆交往，後因觀月留學而分手。曾因受到鏡牌的牽連而受傷；木之本櫻成為守護者與咭牌的新主人後，查覺到月城雪兔(審判者月)魔力不足面臨消失的危險，把自己的魔力都交付給審判者月。
基路比羅斯/基路仔（Cerberus，配音員： 久川綾（偽裝形態）／小野阪昌也（原始形態）； 林丹鳳（偽裝形態）／蘇強文（原始形態）； 龍顯蕙（偽裝形態）／吳文民（原始形態））
負責守護櫻之書的守護者。在櫻之咭變成透明後幫助小櫻尋找原因。
大道寺知世（配音員： 岩男潤子； 曾秀清； 雷碧文）
小櫻的密友。與小櫻升上同一所中學，並在同一班級中。在小櫻出現新咭牌時繼續錄製小櫻的收服過程，有幾次沒拍攝到而很沮喪。
李小狼（配音員： 熊井統子； 李致林； 錢欣郁）
小櫻的男朋友。暑假完成香港的家務事後回到友枝市。與小櫻及知世就讀同一所中學，但班級不同。在小櫻出現新咭牌時提供協助，暗地裡與艾利安魯聯絡。
李莓鈴（配音員： 野上尤加奈； 劉惠雲；龍顯蕙）
動畫版登場原創角色，李小狼的表妹。於百變小櫻Clear咭第13—16集登場。在與小櫻合作收服爭鬥牌後，兩人友誼變得更加親密。
詩之本秋穗（配音員： 鈴木實里； 詹健兒；錢欣郁）
透明牌篇初登場，木之本櫻升上初中時來到班上的轉學生，現住在柊澤艾利安魯的舊家。柊澤艾利安魯表示該地方適合保管蘊藏魔力之物，曾建過一座遊樂園。
非常喜歡書籍及玩偶小桃，暗戀從小照顧她的執事尤那·D·海渡，來到日本前曾去過許多國家收集書本，自稱有一本很想要的書而來到來日本。和木之本櫻有許多相似之處，與大道寺知世同樣具有歌唱才能，在大道寺知世的建議下一同加入合唱團。
最喜歡的書之一為《時鐘之國的愛麗絲》，小桃稱該書為時間之書，尤那·D·海渡表示小桃是該書的守護者，書封面的鐘錶圖案曾出現在木之本櫻夢境中，內容與其做的夢一致，實為木之本櫻創造收集透明牌的經歷，之後曾夢見書中愛麗絲的樣貌為木之本櫻的樣子。
出身歐洲最古老的魔法家族（即古羅父系的家族），家族所有人都會魔法，已逝世的父母也曾是當代家族中最強大的魔法師，是唯一與香港李家繼承人李小狼同齡的人，但自身卻不會任何魔法而遭到族人的冷落及排斥；因身上完全沒有任何魔力的痕跡，被家族及尤那·D·海渡所在的魔法協會做成魔法道具，能記錄下眾多魔法師的魔法，但也令她的自我意識被施術者們逐漸吞噬。
事實上繼承母親的夢境魔法，曾與木之本櫻共鳴進入夢境，看到木之本櫻曾夢見的穿著長袍之人，認出該件長袍是她擁有的家族流傳正裝；透明牌篇動畫22集，身穿長袍出現木之本櫻家門外與木之本櫻以魔法對峙，小桃表示此舉與平時一樣是在睡夢中行動（即夢遊狀態），此過程後來被尤那·D·海渡施以時間回溯魔法消除。
尤那·D·海渡（配音員： 花江夏樹； 李凱傑； 于正昌）
負責照顧詩之本秋穗生活起居的執事，擅長泡茶及做各式糕點、料理，隨身攜帶一塊懷錶（實為法具，可化為法杖的型態)。
自懂事起身邊便沒有任何血親，依靠與生俱來的強大魔力生存，被英國魔法協會發現而加入成為成員之一，擁有其所賜予的最高位魔法師「D」的稱號。唯一與他交心的友人是秋穗的母親麗麗艾。
李小狼與柊澤艾利歐推測他也擁有「月」之力；柊澤艾利歐與可魯貝洛斯及月的談話中確認他已於一年前已被魔法協會逐出，原因是擅自帶走協會珍藏的禁術相關法具；法具本身即為詩之本秋穗，本人表示此舉的目的是為了發動禁忌魔法，實際上是為了讓詩之本秋穗成為真正的魔法師，拯救她的靈魂。
以魔力與艾利歐對決後懷錶留下一條裂痕，阻斷了李小狼與柊澤艾利歐等人的通訊聯繫；能施展會帶來負擔的時間魔法，曾使用過多次「時間回溯」，表示此魔法會削減施法者的壽命。雖然他能阻止柊澤艾利歐返回日本，但是因行動過於張揚會惹來不必要的麻煩（例如令客機失事），所以最終也沒有阻止秋月奈久留和史芬尼路太陽的回歸。不過，他也施展魔法令知情者無法透露他和詩之本秋穗與魔法有關的情報給木之本櫻知道（不論是口頭上或筆談）。
柊澤艾利歐（配音員： 佐佐木望； 鍾見麟； 雷碧文）
庫洛·里多的轉世。在小學畢業後便回英國。於櫻之咭變透明之前，有與小櫻聯絡；變成透明咭之後，其稱在時機未到之前，還不能回覆小櫻的疑問，只在私下與小狼聯絡。
月城雪兔 / 審判者月（配音員： 緒方惠美； 梁偉德； 吳文民）
另一位櫻之書守護者。在櫻之咭變成透明後，小櫻一直有與月以及雪兔商討事件。
三原千春（配音員： 松本美和； 曾佩儀； 龍顯蕙）
升上友枝中學後，仍然是小櫻的同班同學，和小櫻感情要好。
山崎貴史（配音員： 宮崎一成； 陳灝瑋； 楊凱凱）
小狼的同班同學，千春的男朋友。升上友枝中學後仍然不改吹牛的習慣，時常騙倒小櫻和小狼。
柳澤奈緒子（配音員： 本井英美； 鄭麗麗； 錢欣郁）
小狼的同班同學，很有創意，升上友枝中學後常跟山崎一起唱雙簧吹牛。
佐佐木利佳（配音員： 藤田咲； 魏惠娥；雷碧文）
小學時是小櫻的同班同學，現在升上了不同學校，但仍偶爾會有聯繫。於百變小櫻Clear咭第17集登場。
小桃（配音員： 壽美菜子；成瑤孆；雷碧文）
左耳配有錶盤形耳環王冠（秋穗的母親麗麗艾所贈送），脖子繫著圍巾，表面上是詩之本秋穗帶在身邊的白色兔子玩偶，實為具有自我意識的魔法生物，尤那·D·海渡知悉其真實身分，喜歡吃巧克力。
守護著一本具有特殊時間魔法的時間之書（該書暫放在秋穗處，由其命書名為《時鐘之國的愛麗絲》），該書一世紀前啟動後並沒有帶來好結果，若是成功啟動便能發動禁忌魔法。為了兑現對麗麗艾的承諾，特別改變形態，在秋穗身邊守護她。透過「記錄」卡牌把麗麗艾托付的王冠飾品從過去交到未來的小櫻，讓她和秋穗去尋回海渡及刪除的記憶。

## 出版書籍

### 單行本
《百變小櫻Clear咭》漫畫由少女漫画家團體CLAMP繪製，2016年6月3號於日本漫畫雜誌 《Nakayoshi》開始連載、Kodansha Comics USA發行英文版本、東立出版社發行台灣繁體中文版本。
| 冊數 | 講談社         | 講談社                 | 講談社                  | 東立出版社    | 東立出版社             | 東立出版社    | 東立出版社             | 磨铁文化 | 磨铁文化               |
| 冊數 | 發售日期       | 通常版 ISBN            | 特裝版 ISBN             | 發售日期      | 限定版 EAN             | 發售日期      | 通常版 ISBN            | 發售日期 | ISBN                   |
| ---- | -------------- | ---------------------- | ----------------------- | ------------- | ---------------------- | ------------- | ---------------------- | -------- | ---------------------- |
| 1    | 2016年12月2日  | ISBN 978-4-06-393099-3 | ISBN 978-4-06-358844-6  | 2017年8月7日  | EAN 471094555289-7     | 2017年8月7日  | ISBN 978-986-486-014-2 |          | ISBN 978-7-5125-1551-2 |
| 2    | 2017年4月1日   | ISBN 978-4-06-393171-6 | ISBN 978-4-06-358849-1  | 2018年1月29日 | EAN 471094555374-0     | 2018年1月29日 | ISBN 978-986-486-015-9 |          | ISBN 978-7-5125-1551-2 |
| 3    | 2017年9月13日  | ISBN 978-4-06-393266-9 | ISBN 978-4-06-397038-8  | 2018年5月9日  | EAN 471094555522-5     | 2018年5月16日 | ISBN 978-986-486-884-1 |          | ISBN 978-7-5125-1551-2 |
| 4    | 2018年3月30日  | ISBN 978-4-06-511307-3 | ISBN 978-4-06-511308-0  | 2018年8月20日 | EAN 471094555672-7     | 2018年8月20日 | ISBN 978-986-26-0988-0 |          | ISBN 978-7-5125-1551-2 |
| 5    | 2018年9月3日   | ISBN 978-4-06-513039-1 | ISBN 978-4-06-512848-0  | 2019年2月27日 | EAN 471094555800-4     | 2019年3月6日  | ISBN 978-957-26-1906-3 |          | ISBN 978-7-5125-1551-2 |
| 6    | 2019年4月3日   | ISBN 978-4-06-514999-7 | ISBN 978-4-06-515000-9  | 2019年9月30日 | EAN 471094556019-9     | 2019年10月7日 | ISBN 978-957-26-3234-5 |          |                        |
| 7    | 2019年9月3日   | ISBN 978-4-06-517074-8 | I SBN 978-4-06-517075-5 | 2020年3月27日 | EAN 471060104086-7     | 2020年4月1日  | ISBN 978-957-26-4142-2 |          |                        |
| 8    | 2020年4月1日   | ISBN 978-4-06-517913-0 | ISBN 978-4-06-517421-0  | 2020年9月30日 | EAN 471060104323-3     | 2020年10月6日 | ISBN 978-957-26-5133-9 |          |                        |
| 9    | 2020年10月13日 | ISBN 978-4-06-521033-8 | ISBN 978-4-06-521142-7  | 2021年2月1日  | EAN 471060104435-3     | 2021年2月1日  | ISBN 978-957-26-5970-0 |          |                        |
| 10   | 2021年4月1日   | ISBN 978-4-06-522870-8 | ISBN 978-4-06-522869-2  | 2021年9月2日  | ISBN 978-957-26-7509-0 | 2021年9月9日  | ISBN 978-957-26-7039-2 |          |                        |
| 11   | 2021年10月13日 | ISBN 978-4-06-524903-1 | ISBN 978-4-06-524862-1  | 2022年1月20日 | ISBN 978-957-26-8177-0 | 2022年1月27日 | ISBN 978-957-26-8034-6 |          |                        |
| 12   | 2022年4月1日   | ISBN 978-4-06-527161-2 | ISBN 978-4-06-527162-9  | 2022年7月11日 | ISBN 978-957-26-9289-9 | 2022年7月18日 | ISBN 978-957-26-9125-0 |          |                        |
| 13   | 2022年10月13日 | ISBN 978-4-06-529235-8 | ISBN 978-4-06-529243-3  | 2023年1月6日  | ISBN 978-626-347-673-8 | 2023年1月13日 | ISBN 978-626-347-468-0 |          |                        |
| 14   | 2023年3月31日  | ISBN 978-4-06-531188-2 | ISBN 978-4-06-531408-1  | 2024年1月25日 | ISBN 978-626-372-218-7 | 2024年1月25日 | ISBN 978-626-360-775-0 |          |                        |
| 15   | 2023年11月13日 | ISBN 978-4-06-533132-3 | ISBN 978-4-06-532203-1  | 2024年7月18日 | ISBN 978-626-02-1390-9 | 2024年7月18日 | ISBN 978-626-02-1338-1 |          |                        |
| 16   | 2024年4月1日   | ISBN 978-4-06-534999-1 | ISBN 978-4-06-534855-0  | 2025年3月14日 | ISBN 978-626-02-2337-3 | 2025年3月21日 | ISBN 978-626-02-1339-8 |          |                        |

### 小說
| 冊數 | 講談社        | 講談社                 |
| 冊數 | 發售日期      | ISBN                   |
| ---- | ------------- | ---------------------- |
| 1    | 2018年3月29日 | ISBN 978-4-06-199669-4 |
| 2    | 2018年5月31日 | ISBN 978-4-06-199673-1 |
| 3    | 2018年7月26日 | ISBN 978-4-06-512055-2 |
| 4    | 2018年9月12日 | ISBN 978-4-06-512806-0 |

### 官方動畫專集
| 冊數 | 講談社        | 講談社                 |
| 冊數 | 發售日期      | ISBN                   |
| ---- | ------------- | ---------------------- |
| 1    | 2018年3月30日 | ISBN 978-4-06-511482-7 |

## 電視動畫
官方宣佈電視動畫化，淺香守生擔任導演、CLAMP創始人大川七瀨擔任劇本、動畫由MADHOUSE製作，于2018年1月7日開始在日本播放。聲優方面採原作原班人馬。
OAD標題為《百變小櫻Clear咭 小櫻與兩隻小熊》（日語：カードキャプターさくら　クリアカード編　プロローグ　さくらとふたつのくま），內容跟随第一部原作漫画的结局以修正第一部电视动画的改编更动，描述國小畢業後小狼回香港到小狼決定回日本與小櫻一起上初中之間兩人的感情故事，2017年7月1日在AX博覽會上首次亮相，OAD於2017年9月13日發售。

### 主題曲
|     | 歌曲 | 作詞     | 作曲     | 編曲     | 主唱                                   |
| --- | ---- | -------- | -------- | -------- | -------------------------------------- |
| OAD | 「」 | 杉山昭彦 | 根岸貴幸 | 根岸貴幸 | 大道寺知世（岩男潤子）＆友枝小學合唱部 |

電視動畫
|        | 歌曲                | 話數           | 作詞     | 作曲     | 編曲                       | 主唱                                           |
| ------ | ------------------- | -------------- | -------- | -------- | -------------------------- | ---------------------------------------------- |
| 片頭曲 | 「CLEAR」           | 第1話－第12話  | 坂本真綾 | 水野良樹 | 河野伸                     | 坂本真綾                                       |
| 片頭曲 | 「Rocket Beat（）」 | 第13話－第22话 | 岩里祐穂 | 北川勝利 | 北川勝利，弦樂編曲：宮川彈 | 安野希世乃                                     |
| 片尾曲 | 「Jewelry」         | 第1話－第12話  |          |          | 倉内達矢                   |                                                |
| 片尾曲 | 「Rewind（）」      | 第13話－第22话 | 白戶佑輔 | 白戶佑輔 | 白戶佑輔                   | 鈴木實里                                       |
| 插入曲 | 「」                | 第5話          | 杉山昭彦 | 根岸貴幸 | 根岸貴幸                   | 大道寺知世（岩男潤子）                         |
| 插入曲 | 「」                | 第6話          | 高野辰之 | 岡野貞一 | 根岸貴幸                   | 大道寺知世（岩男潤子）、詩之本秋穗（鈴木實里） |

### 各話列表
| 話數 | 日文標題 | 中文標題               | 香港標題             | 劇本     | 分鏡       | 演出       | 作畫監督             | 總作畫監督 | 獲得透明牌                     |
| ---- | -------- | ---------------------- | -------------------- | -------- | ---------- | ---------- | -------------------- | ---------- | ------------------------------ |
| OAD  |          | 小櫻與兩隻小熊         | 並未播出             | 大川七瀨 | 淺香守生   | 市村徹夫   | 濱田邦彥             | -          | -                              |
| 1    |          | 小櫻與透明卡牌           | 小櫻與透明的卡       | 大川七瀨 | 淺香守生   | 若林邦甫   | 濱田邦彥             | -          | 疾風 -GALE-                    |
| 2    |          | 小櫻與没有出口的房間   | 没有出口的房間       | 大川七瀨 | 市村徹夫   | 市村徹夫   | 河田泉、岡郁美       | 大舘康二   | 包圍 -SIEGE-                   |
| 3    |          | 小櫻的大雨警報         | 小櫻的暴雨警報       | 大川七瀨 | 国行由里江 | 熨斗谷充孝 | 德川惠梨、中原清隆   | 濱田邦彦   | 水源 -AQUA- 反射 -REFLECT-     |
| 4    |          | 小櫻與優秀的轉學生     | 小櫻和優秀的插班生   | 大川七瀨 | 宍戶淳     | 筑紫大介   | 小畑賢、小林優子     | 大舘康二   | 行動 -ACTION-                  |
| 5    |          | 小櫻和賞花爭奪戰       | 小櫻與賞櫻爭奪戰     | 大川七瀨 | 細川秀樹   | 細川秀樹   | 田中志保             | 濱田邦彦   | 引力 -GRAVITATION-             |
| 6    |          | 小櫻和兔子和月亮之歌   | 小櫻、小兔與月亮之歌 | 大川七瀨 | 大原實     | 西畑佑紀   | 吉川佳織、赤尾良太郎 | 濱田邦彦   | 記錄 -RECORD-                  |
| 7    |          | 小櫻與庭院躲貓貓       | 和小櫻在花園玩捉迷藏 | 大川七瀨 | 夏目真悟   | 若林邦甫   | 宗崎暢芳             | 大舘康二   | 飛翔 -FLIGHT-                  |
| 8    |          | 小櫻和時鐘和躲貓貓     | 小櫻、時鐘、捉迷藏   | 大川七瀨 | 小島正士   | 飯村正之   | 山本徑子、那須野文   | 大舘康二   | 透過 -LUCID-                   |
| 9    |          | 小櫻的心跳水族館       | 小櫻的心跳加速水族館 | 大川七瀨 | 市村徹夫   | 市村徹夫   | 西川千尋、河田泉     | 濱田邦彦   | 螺旋 -SPIRAL-                  |
| 10   |          | 小櫻和睡眠迷宮         | 小櫻與沉睡迷宮       | 大川七瀨 | 國行由里江 | 神原敏昭   | 小畑賢、櫻井木之實   | 濱田邦彦   | 轉寢 -SNOOZE- 迷宮 -LABYRINTH- |
| 11   |          | 小櫻與顛倒的企鵝       | 小櫻與顛倒的企鵝     | 大川七瀨 | 夏目真悟   | 菊池聰延   | 藤田麻里子           | 濱田邦彦   | 逆轉 -REVERSAL-                |
| 12   |          | 小櫻和冰之球賽大會     | 小櫻與冰之球類比賽   | 大川七瀨 | 細川秀樹   | 細川秀樹   | 田中志穗、香月邦夫   | 濱田邦彦   | 冰雹 -HAIL-                    |
| 13   |          | 小櫻和歸來的莓鈴       | 小櫻與回來了的莓鈴   | 大川七瀨 | 坂田純一   | 友田政晴   | 吉田雄一、沼田廣     | 濱田邦彦   | -                              |
| 14   |          | 小櫻和神社與動物園     | 小櫻、神社與動物園   | 大川七瀨 | 小島正士   | 高島大輔   | 野田康行             | 濱田邦彦   | 幻影 -MIRAGE-                  |
| 15   |          | 小櫻和回憶鑑賞會       | 小櫻的回憶鑑賞會     | 大川七瀨 | 國行由里江 | 若林邦甫   | 宗崎暢芳、吉川真一   | 濱田邦彦   | -                              |
| 16   |          | 小櫻和莓鈴的朋友       | 小櫻和莓鈴的朋友     | 大川七瀨 | 大原實     | 飯村正之   | 山本徑子、那須野文   | 濱田邦彦   | 搖動 -SWING- 爭鬥 -STRUGGLE-   |
| 17   |          | 小櫻和奇怪的點心       | 小櫻與奇怪的甜點     | 大川七瀨 | 坂田純一   | 西畑佑紀   | 吉川佳織、堀內博之   | 濱田邦彦   | 顯現 -APPEAR-                  |
| 18   |          | 小櫻和火水之鳥         | 小櫻、火和水之鳥     | 大川七瀨 | 佐山聖子   | 市村徹夫   | 河田泉、西川千尋     | 濱田邦彦   | 火焰 -BLAZE-                   |
| 19   |          | 小櫻和秋穗的催眠曲     | 小櫻與秋穗的搖籃曲   | 大川七瀨 | 國行由里江 | 加藤顯     | 柴田志朗、木下由美子 | 濱田邦彦   | -                              |
| 20   |          | 小櫻和彩虹和爺爺       | 小櫻、彩虹與爺爺     | 大川七瀨 | 坂田純一   | 菱川直樹   | 小島繪美、齋藤大輔   | 濱田邦彦   | -                              |
| 21   |          | 小櫻和鏡子和記憶的關鍵 | 小櫻、鏡與回憶的鎖匙 | 大川七瀨 | 佐山聖子   | 細川秀樹   | 田中志穗、宗崎暢芳   | 濱田邦彦   | 鏡像 -MIRROR-                  |
| 22   |          | 小櫻的透明卡牌           | 小櫻與透明卡         | 大川七瀨 | 坂田純一   | 若林邦甫   | 香月邦夫、吉川真一   | 濱田邦彦   | -                              |

### BD&DVD
| 卷數 | 發售日期       | 收錄話數        | 規格編號   | 規格編號   |
| 卷數 | 發售日期       | 收錄話數        | BD初回版   | DVD初回版  |
| ---- | -------------- | --------------- | ---------- | ---------- |
| 1    | 2018年5月9日   | 第1話 - 第3話   | 1000710810 | 1000710818 |
| 2    | 2018年5月30日  | 第4話 - 第6話   | 1000710811 | 1000710819 |
| 3    | 2018年6月27日  | 第7話 - 第9話   | 1000710812 | 1000710820 |
| 4    | 2018年7月25日  | 第10話 - 第12話 | 1000710813 | 1000710821 |
| 5    | 2018年8月29日  | 第13話 - 第15話 | 1000710814 | 1000710822 |
| 6    | 2018年9月26日  | 第16話 - 第18話 | 1000710815 | 1000710823 |
| 7    | 2018年10月31日 | 第19話 - 第21話 | 1000710816 | 1000710824 |
| 8    | 2018年11月28日 | 第22話          | 1000710817 | 1000710825 |

## 節目變遷

### 播放平台
日本國內
| 播放日期               | 播放時間                                                  | 播放電視台     | 播放地域 | 備註   |
| ---------------------- | --------------------------------------------------------- | -------------- | -------- | ------ |
| 2018年1月7日 - 6月10日 | 星期日 07:30 - 07:54 （再放送：星期五晚上 23:45 - 24:09） | NHK BS Premium | 日本全國 | 製作局 |

| 網路播放日期    | 網路播放時間         | 播放網路平台   | 備註                      |
| --------------- | -------------------- | -------------- | ------------------------- |
| 2018年1月10日 - | 星期三 18:00 更新    | niconico動畫   | 最新話免費，第1話免費播放 |
|                 | 星期三 18:00 - 18:30 | AbemaTV        |                           |
|                 | 星期三 21:00 - 21:30 | niconico生放送 | 可使用時光平移功能        |

日本國外
| 播放日期                 | 播放時間                                          | 播放電視台 | 播放區域 | 備註                                                                                                |
| ------------------------ | ------------------------------------------------- | ---------- | -------- | --------------------------------------------------------------------------------------------------- |
| 2018年8月11日 - 10月27日 | 星期六 下午17:30 - 17:55 星期日 下午17:30 - 18:00 | 翡翠台     | 香港     | myTV SUPER提供7天重溫                                                                               |
| 2019年10月7日 - 11月5日  | 星期一至五 18:30 - 19:00                          | MOMO親子台 | 台灣     | 接續庫洛魔法使第一、二季後播出。並於 2019年10月27日至2020年3月22日每週日18:00-18:30自第一集二度播出 |
| 2020年4月15日 - 5月14日  | 星期一至五下午16:15- 16:50                        | 翡翠台     | 香港     | 重播                                                                                                |

| 網路播放日期                 | 網路播放時間                        | 播放網路平台             | 備註                     |
| ---------------------------- | ----------------------------------- | ------------------------ | ------------------------ |
| 2018年1月7日 -               | 星期日 09:00 更新                   | bilibili                 | 簡體字幕，最新一話大会员 |
|                              |                                     | 優酷網、愛奇藝           | 簡體字幕，最新一話VIP    |
|                              |                                     | 愛奇藝台灣站             | 正體字幕                 |
|                              | 星期日 13:00 更新                   | myTV SUPER Ani-One點播區 | 繁體字幕                 |
| 2018年1月8日 2018年1月14日 - | 星期一 17:30 更新 星期日 09:00 更新 | bilibili                 | 繁體字幕，使用港版譯名   |
| 2018年1月15日 -              | 星期一 00:00 更新                   | 巴哈姆特動畫瘋           | 正體字幕，延後一週更新   |

## 提名及獎項

### 觀眾在民間電視大奬2018
| 獎項         | 單位                 | 結果           |
| ------------ | -------------------- | -------------- |
| 最佳男配音員 | 馮錦堂（木之本桃矢） | 獲獎           |
| 最佳女配音員 | 林元春（木之本櫻）   | 獲獎           |
| 最佳女配音員 | 林丹鳳（基路仔）     | 提名(最後五強) |
| 最佳女配音員 | 梁少霞（觀月歌帆）   | 提名(最後五强) |

## 外部連結
- 電視動畫《百變小櫻Magic咭》官方網站 （页面存档备份，存于）（日語）
- 電視動畫《百變小櫻Magic咭》官方的Facebook專頁（日語）
- 電視動畫《百變小櫻Magic咭》官方的Instagram帳戶（日語）
- 電視動畫《百變小櫻Magic咭》官方的X（前Twitter）（日語）
- 電視動畫《百變小櫻Clear咭》NHK BS Premium電視台官網 （页面存档备份，存于）（日語）
- 豆瓣电影上《魔卡少女樱 透明牌篇》的資料 （简体中文）
- 互联网电影数据库（IMDb）上《庫洛魔法使：透明牌篇》的资料（英文）
- 在Netflix上觀看《庫洛魔法使》